# Verbos auxiliares e contrações do inglês
Na gramática inglesa, certas formas verbais são classificadas como verbos auxiliares. Embora as definições variem, como geralmente concebido, um auxiliar carece de significado semântico inerente, mas, em vez disso, modifica o significado de outro verbo que acompanha. Em inglês, as formas verbais são frequentemente classificadas como auxiliares com base em certas propriedades gramaticais, particularmente no que diz respeito à sua sintaxe. Eles também participam da inversão sujeito-auxiliar e negação pela simples adição de not depois deles.
Certos auxiliares têm formas contraídas, como -'d para had ou would e -'ll para will ou shall. Existem também muitas contrações formadas a partir da negação de verbos auxiliares, todos os quais terminam em -n't (uma contração de not). Essas contrações podem participar da inversão como uma unidade (como em Why haven't you done it?, onde a forma não contraída seria Why have you not done it?), e assim, em certo sentido, podem ser consideradas formas verbais auxiliares por si mesmas.

## Verbos auxiliares

### Auxiliares como verbos "ajudantes"
Um auxiliar é mais geralmente entendido como um verbo que "ajuda" outro verbo ao adicionar (apenas) informações gramaticais a ele. Nesta base, os auxiliares ingleses incluem:
- formas do verbo do (do, does, did) quando usado com outro verbo para formar perguntas, negação, ênfase, etc.;
- formas do verbo have (have, has, had) quando usado para expressar aspecto perfeito;
- formas do verbo be (am, are, is, was, were) quando usado para expressar aspecto progressivo ou voz passiva;
- os verbos modais, usados em uma variedade de significados, principalmente relacionados à modalidade.

No entanto, o entendimento acima de auxiliares não é o único na literatura, principalmente no caso das formas do verbo be, que podem ser chamadas de auxiliares mesmo quando não acompanham outro verbo.